# Tatuaż

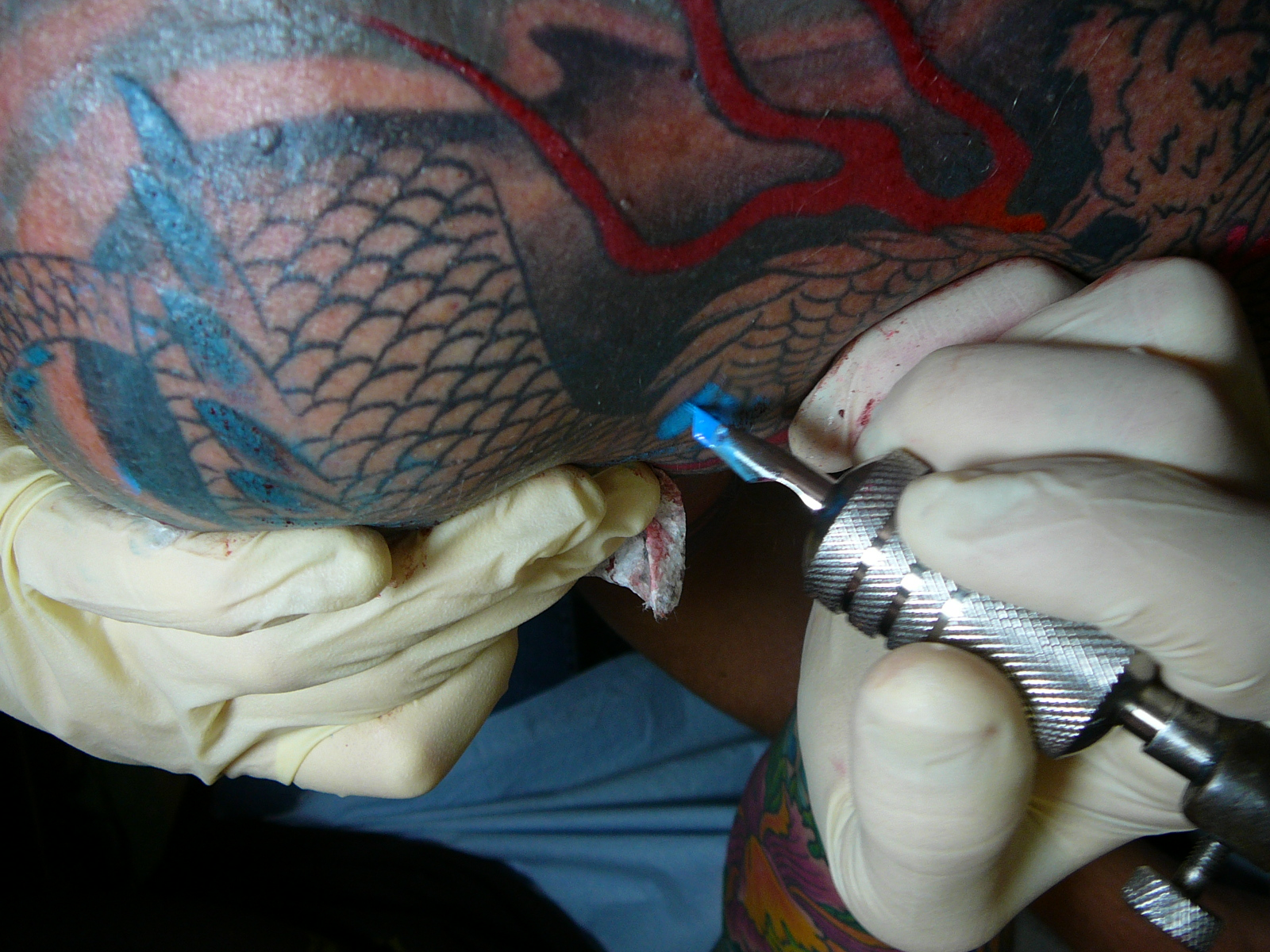
Powstawanie tatuażu: wypełnianie konturów kolorowym tuszem

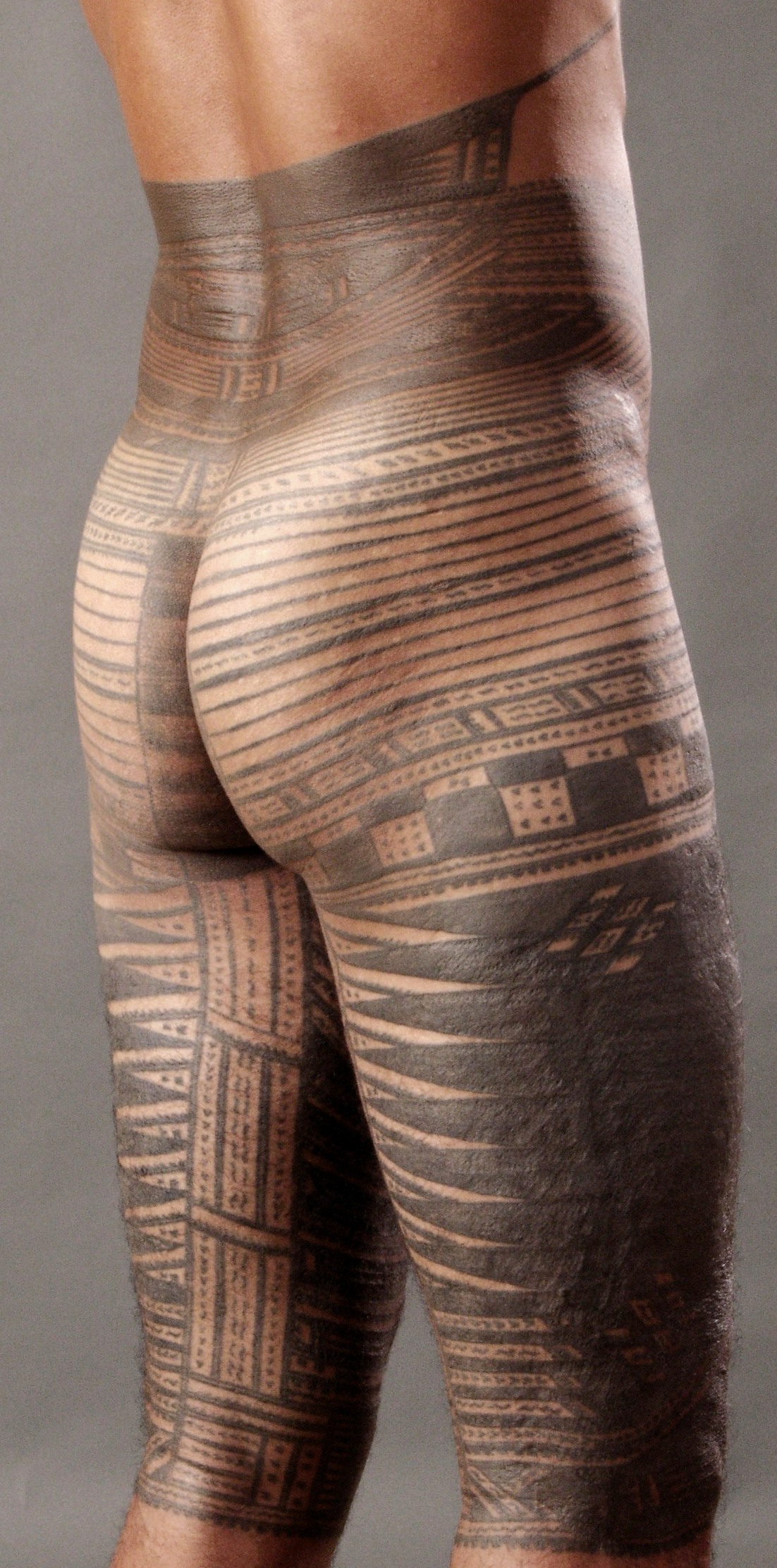
Tatau Samoa – tradycyjny tatuaż samoański

Tatuaż – forma modyfikacji ciała polegająca na wprowadzeniu tuszu do skóry właściwej, aby zmienić pigment skóry. W krajach zachodnich ok. kilkanaście procent populacji ma tatuaż; częściej posiadają go mężczyźni i osoby młode.

## Historia tatuażu

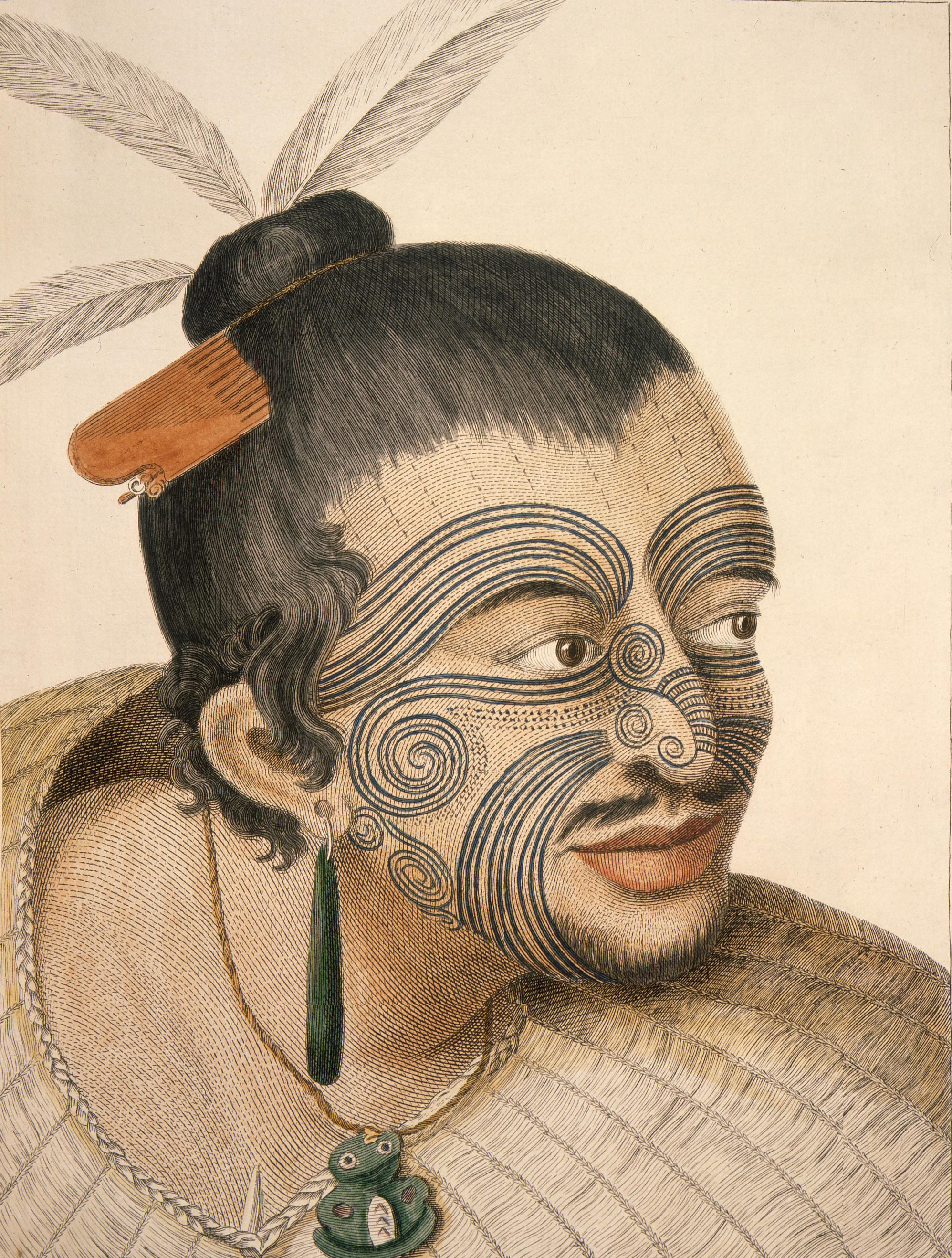
Tradycyjny tatuaż w kulturze maoryskiej. Portret z 1769 roku przedstawia Maorysa z pełnym moko na twarzy.

Pierwotnym znaczeniem tatuażu były obrzędy rytualne. W wielu kulturach mogli sobie pozwolić nań jedynie nieliczni – najczęściej plemienni wojowie. Tego typu ozdoby wojowników były szczególnie rozpowszechnione w kulturach polinezyjskich, gdzie do wykonania tatuażu uprawniało dopiero zabicie wroga i zdobycie jego (wytatuowanej) głowy. Samo słowo „tatuaż” wywodzi się właśnie od samoańskiego tatau, zapisanego przez podróżników-żeglarzy w XVIII wieku. Najbardziej znane są maoryskie tatuaże twarzy, zwane moko.
Tatuaż był z pewnością znany już w zamierzchłej starożytności, bowiem w Biblii w Księdze Kapłańskiej 19,28 znajduje się zakaz tatuowania ciała na znak żałoby. O tatuażach wśród starożytnych plemion Brytanii pisał Pomponiusz Mela, podając, że tatuowali sobie skórę kolorem niebieskim. Trakowie tatuowali dzieci z szanowanych rodzin, natomiast u Getów tatuowano niewolników. U Rzymian tatuaże nanoszono skazańcom na twarz lub inną część ciała.
Średniowieczny autor muzułmański Ahmad ibn Fadlan opisał tatuaże wikińskie. Przez kolejne wieki w Europie i Ameryce tatuaż uważany był za tabu dozwolone jedynie w subkulturze więziennej oraz światku przestępczym. Zwyczaje te znalazły poparcie w odniesieniu do wschodnich tradycji, w których tatuaż świadczył o klasyfikacji w hierarchii mafii (zobacz Yakuza, Triada).
Obecnie tatuaż coraz rzadziej postrzegany jest jako tabu czy oznaka powiązań przestępczych, choć wiele młodzieżowych gangów nadal stosuje tę formę potwierdzenia lojalności. Niektóre społeczności religijne (np. świadkowie Jehowy) wystrzegają się tatuowania ciała.

## Wykonanie tatuażu

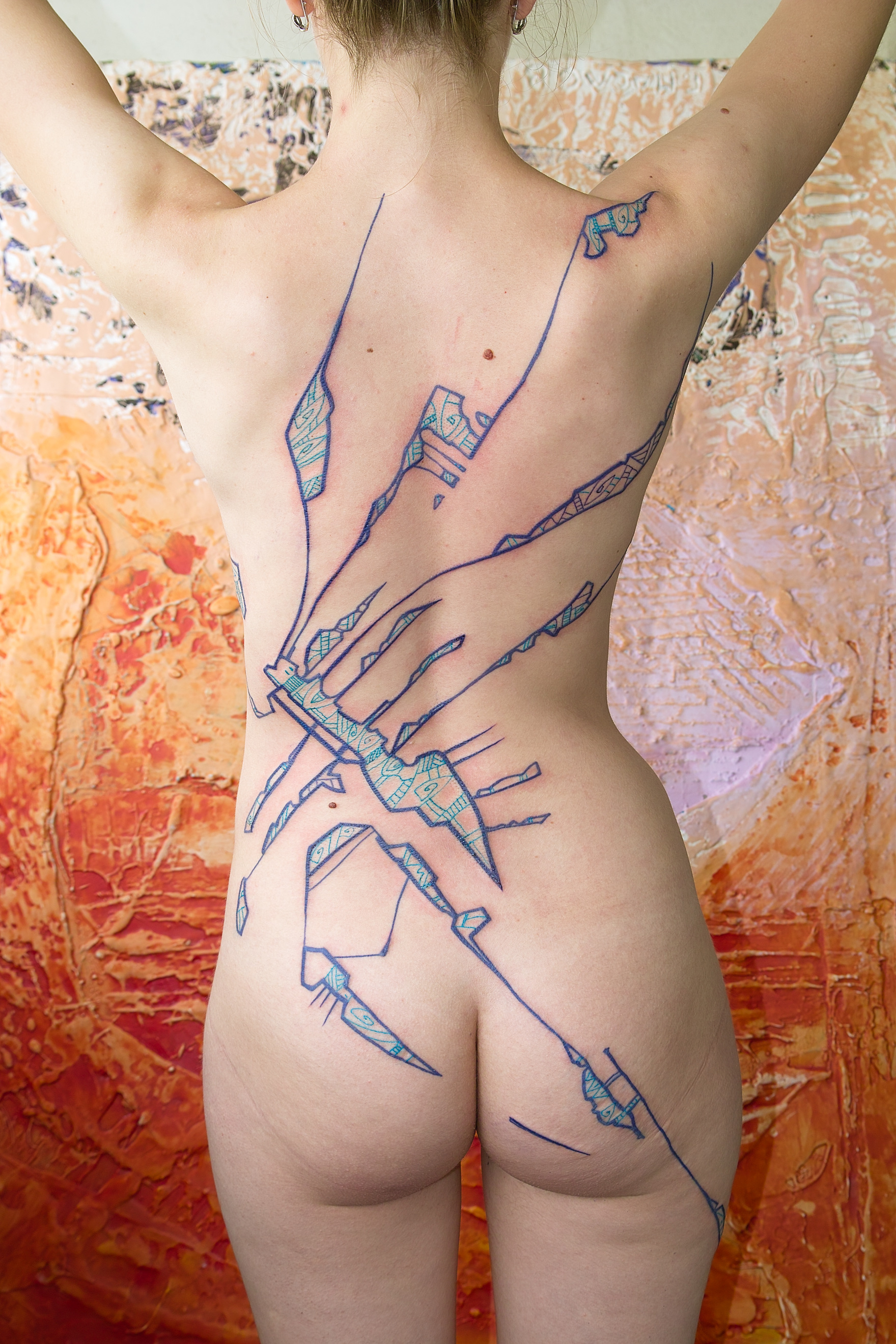
Tatuaż abstrakcjonistyczny

Tatuaż powinna wykonywać tylko osoba wykwalifikowana w tej dziedzinie (tatuażysta). Wynika to z tego, że czasami zabiegowi mogą towarzyszyć problemy i powikłania skórne. Przy wyborze studia tatuażu należy dochować staranności w sprawdzeniu kwalifikacji tatuującego, warunków higieny w studiu, używanych akcesoriów (sprzęt i barwniki). W czasie zabiegu istnieje ryzyko zakażenia groźnymi wirusami, takimi jak HIV, HBV czy HCV.
Salon tatuażu powinien używać wyłącznie sprzętu jednorazowego (igieł do urządzenia nakłuwającego skórę i wprowadzającego barwniki), zaś sam zabieg powinien być przeprowadzany w zmienianych przy każdym kliencie jednorazowych, chirurgicznych rękawiczkach. Istotną sprawą jest także używanie jednorazowych pojemniczków na tusz, by nie przenieść niebezpiecznych drobnoustrojów do naczynia z tuszem używanego do następnych zabiegów.
Żaden tatuaż, nawet tatuaż permanentny, nie trwa wiecznie. Związane jest to z wchłanianiem barwnika przez skórę, procesami wymiany komórek, jak również zmianami w rozciągłości skóry powodującymi nieznaczne zniekształcenia. Dlatego przed zabiegiem można poradzić się specjalisty, w których miejscach najlepiej wykonać tatuaż.
Podstawą trwałości i estetycznego  wyglądu tatuażu jest jego odpowiednia pielęgnacja. Świeży tatuaż należy smarować odpowiednimi kremami lub maściami przeznaczonymi do jego pielęgnacji oraz unikać długotrwałej ekspozycji na promienie słoneczne. 
Tatuowanie jest zabiegiem dosyć bolesnym. Ze względu na różnorodność miejsc na ciele nie da się jednoznacznie określić poziomu bólu. W dużej mierze zależy to też od indywidualnego progu bólu. Są jednak miejsca, które powszechnie uważane są za bardziej (np. głowa, żebra, mostek) lub mniej (przedramiona, barki) bolesne.
American Academy of Dermatology wyróżnia pięć rodzajów tatuaży:
- Tatuaże traumatyczne, zwany też „naturalnymi”, czyli takie, które są wynikiem urazów i ran o drogi asfaltowe, pyłem węglowym u górników lub ołówkiem;
- Tatuaże amatorskie;
- Tatuaże profesjonalne, wykonane zarówno z użyciem tradycyjnych metod jak też nowoczesnych maszyn do tatuażu;
- Tatuaże kosmetyczne, znane również jako „permanentny makijaż” (najczęściej brwi, usta);
- Tatuaże medyczne stosowane np. przy zaburzeniach pigmentacji skóry.

W Polsce nie ma ustawy ani rozporządzenia, które regulowałyby kwestię robienia tatuażu osobom niepełnoletnim. Studiu tatuażu (pod warunkiem rzetelnie wykonanej usługi) nie grozi żadna odpowiedzialność karna za wykonanie tatuażu osobie poniżej 18. roku życia. Ponadto rodzic – zgodnie z prawem – nie może siłą doprowadzić do usunięcia tatuażu u małoletniego dziecka.
Coraz bardziej popularne staje się wykorzystanie tatuażu do maskowania blizn lub przebarwień skóry.

## „Tatuaże tymczasowe” (biotatuaż)

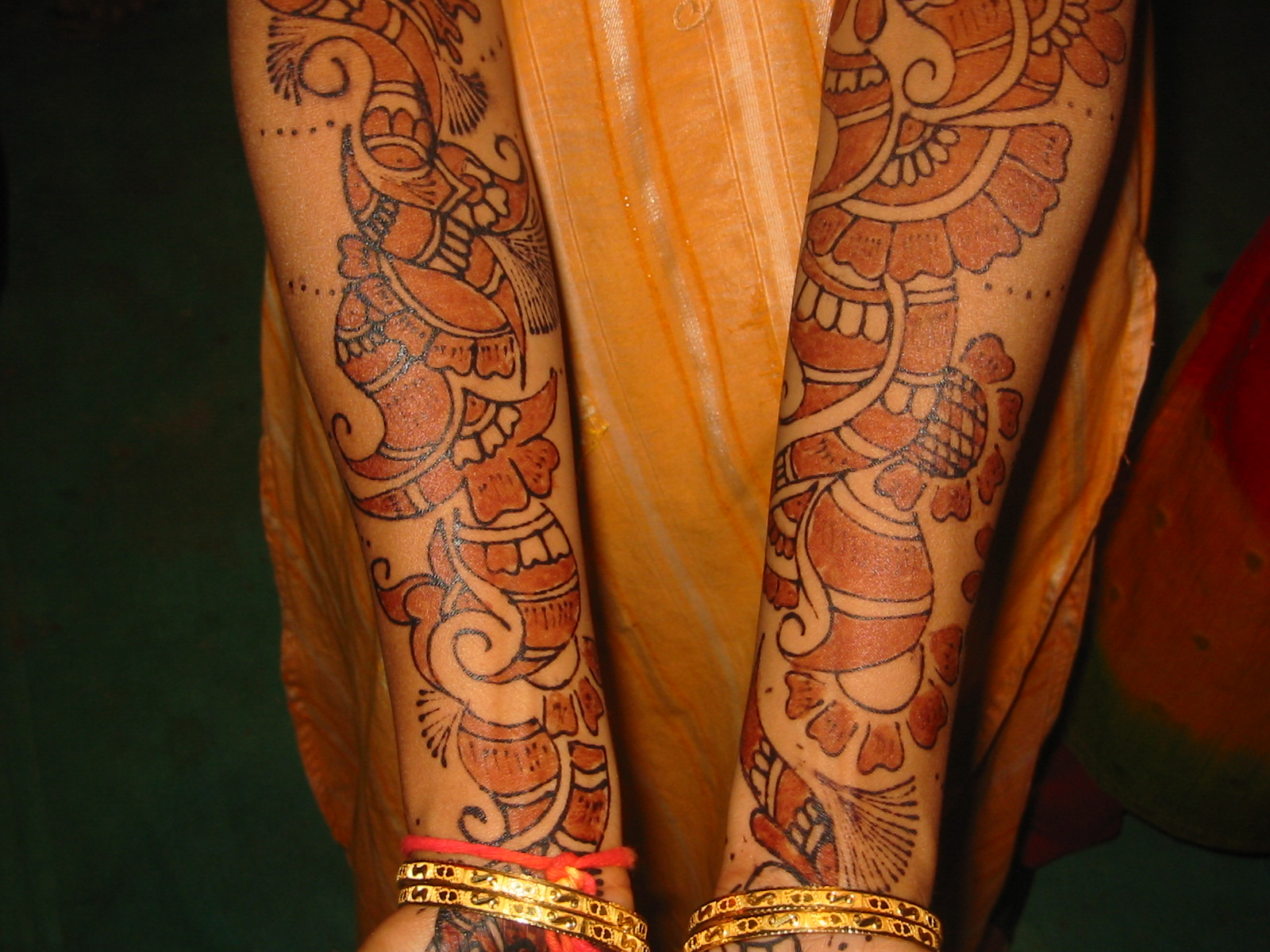
Tymczasowy tatuaż wykonany henną – mehendi

Istnieje również możliwość wykonania tzw. tatuażu „czasowego” np. utrzymującego się ok. miesiąca, roku czy trzech lat. Wykonywane są one jak zwykłe tatuaże igłą, jednak barwniki po czasie wchłaniają się lub schodzą. Jednakże gdy barwa tatuażu schodzi i była czarna, istnieje prawdopodobieństwo utworzenia się widocznych blizn. Doświadczeni tatuatorzy odradzają tatuaże tymczasowe. Tusz tymczasowy nigdy nie jest całkowicie wchłaniany przez skórę. Mogą powstać nieestetyczne i nierównomiernie rozłożone ślady po byłym tatuażu tymczasowym lub występować reakcje uczuleniowe.
Alternatywą dla tatuażu tradycyjnego jest tatuaż wykonany z henny – tzw. mehendi. Utrzymuje się on na ciele od 1 do 3 tygodni. Przed ich wykonaniem należy sprawdzić, czy nie występuje reakcja alergiczna na zawarte w roztworze chemiczne utrwalacze, które w nadmiernych reakcjach skórnych również mogą prowadzić do bliznowacenia.

## Tatuaż więzienny (dziara) i przestępczy
Przykłady takiego tatuażu:
- Kropka po zewnętrznej części lewego oka to tzw. cynkwajs, cynkówka, oznaczający osadzonego grypsującego;
- Kropka z prawej strony oka jest tatuowana siłą, oznacza poszkodowanego i degradację człowieka do pozycji tzw. cwela;
- Tatuaż wokół oka, przy powiece to „mgiełka”, oznaczająca przynależność do subkultury grypsującej w więzieniu;
- Tatuaże o symbolice wojskowej, czyli pagony – najczęściej kapitan, major i pułkownik;
- Kropka między palcem wskazującym a kciukiem oznacza fach złodziejski, wytatuowany księżyc oznacza złodzieja nocnego.

## Usuwanie tatuażu
Usuwanie tatuażu nie jest łatwe. Najbardziej skuteczna jest metoda usuwania laserowego. Inne metody, takie jak szlifowanie skóry, kuracja kwasem mlekowym czy nawet transplantacja, są metodami o wątpliwej skuteczności i nie należą one do przyjemnych.